# Liste der Nummer-eins-Hits in Portugal (2017)
Diese Liste der Nummer-eins-Hits in Portugal im Jahr 2017 basiert auf den offiziellen Singlecharts (Top 100 Singles) und Albumcharts (Top 50 Artistas) der Associação Fonográfica Portuguesa (AFP), der portugiesischen Landesgruppe der IFPI.

## Singles
| ← 2016 ← | Liste der Nummer-eins-Hits in Portugal | Liste der Nummer-eins-Hits in Portugal | Liste der Nummer-eins-Hits in Portugal                                                                                | 2018 → |
| \| Zeitraum \| Wo. ges. \| Interpret \| Titel Autor(en) \| Zusätzliche Informationen \| \| (Zeitraum, Wochen auf Platz eins, Interpret, Titel, Autor[en], zusätzliche Informationen) \| \| \| \| \| \| ----------------------------------------------------------------------------------------- \| -------- \| ----------------------------- \| --------------------------------------------------------------------------------------------------------------------- \| --------------------------------------------------------------------------------------------------------------------------------------------------------------------------------------------------------- \| \| 43. Woche 2016 – 1. Woche 2017 11 Wochen \| 11 \| The Weeknd feat. Daft Punk \| Starboy Abel Tesfaye, Thomas Bangalter, Guy-Manuel de Homem-Christo, Martin McKinney, Henry Walter, Jason Quenneville \| – \| \| 2.–12. Woche 11 Wochen (insgesamt 12) \| 12 \| Ed Sheeran \| Shape of You Ed Sheeran, Steve Mac, Johnny McDaid, Kandi Burruss, Tameka Cottle, Kevin Briggs \| – \| \| 13. Woche 1 Woche (insgesamt 19) \| 19 \| Luis Fonsi feat. Daddy Yankee \| Despacito Luis Rodríguez, Erika Ender, Ramón Ayala \| – \| \| 14. Woche 1 Woche (insgesamt 12) \| 12 \| Ed Sheeran \| Shape of You Ed Sheeran, Steve Mac, Johnny McDaid, Kandi Burruss, Tameka Cottle, Kevin Briggs \| – \| \| 15.–19. Woche 5 Wochen (insgesamt 19) \| 19 \| Luis Fonsi feat. Daddy Yankee \| Despacito Luis Rodríguez, Erika Ender, Ramón Ayala \| – \| \| 20. Woche 1 Woche \| 1 \| Salvador Sobral \| Amar pelos dois Luísa Sobral \| Zum ersten Mal gewann Portugal mit diesem Jazz-Titel den Eurovision Song Contest. Nach dem Finale erreichte das Lied Platz 1, nachdem es bei der Veröffentlichung im März nur Platz 38 eingenommen hatte. \| \| 21.–33. Woche 13 Wochen (insgesamt 19) \| 19 \| Luis Fonsi feat. Daddy Yankee \| Despacito Luis Rodríguez, Erika Ender, Ramón Ayala \| – \| \| 34. Woche 1 Woche (insgesamt 5) \| 5 \| J Balvin & Willy William \| Mi gente José Osorio, Willy William, Adam Ashadally, Andrés David Restrepo, Mohombi Nzasi Moupondo \| – \| \| 35. Woche 1 Woche \| 1 \| Maluma \| Felices los 4 Juan Luis Londoño, Servando Primera, Mario Cáceres, Miky La Sensa \| – \| \| 36.–38. Woche 3 Wochen (insgesamt 5) \| 5 \| J Balvin & Willy William \| Mi gente José Osorio, Willy William, Adam Ashadally, Andrés David Restrepo, Mohombi Nzasi Moupondo \| – \| \| 39. Woche 1 Woche (insgesamt 15) \| 15 \| Post Malone feat. 21 Savage \| Rockstar Austin Post, Shayaa Abraham-Joseph, Louis Bell, Olufunmibi Awoshiley \| – \| \| 40. Woche 1 Woche (insgesamt 5) \| 5 \| J Balvin & Willy William \| Mi gente José Osorio, Willy William, Adam Ashadally, Andrés David Restrepo, Mohombi Nzasi Moupondo \| – \| \| 41. Woche 2017 – 2. Woche 2018 14 Wochen (insgesamt 15) \| 15 \| Post Malone feat. 21 Savage \| Rockstar Austin Post, Shayaa Abraham-Joseph, Louis Bell, Olufunmibi Awoshiley \| – \| |                                        |                                        | | |
| ← 2016 |                                        |                                        | | → 2018 → |
| Zeitraum | Wo. ges.                               | Interpret                              | Titel Autor(en) | Zusätzliche Informationen |
| (Zeitraum, Wochen auf Platz eins, Interpret, Titel, Autor[en], zusätzliche Informationen) |                                        |                                        | | |
| 43. Woche 2016 – 1. Woche 2017 11 Wochen | 11                                     | The Weeknd feat. Daft Punk             | Starboy Abel Tesfaye, Thomas Bangalter, Guy-Manuel de Homem-Christo, Martin McKinney, Henry Walter, Jason Quenneville | – |
| 2.–12. Woche 11 Wochen (insgesamt 12) | 12                                     | Ed Sheeran                             | Shape of You Ed Sheeran, Steve Mac, Johnny McDaid, Kandi Burruss, Tameka Cottle, Kevin Briggs                         | – |
| 13. Woche 1 Woche (insgesamt 19) | 19                                     | Luis Fonsi feat. Daddy Yankee          | Despacito Luis Rodríguez, Erika Ender, Ramón Ayala                                                                    | – |
| 14. Woche 1 Woche (insgesamt 12) | 12                                     | Ed Sheeran                             | Shape of You Ed Sheeran, Steve Mac, Johnny McDaid, Kandi Burruss, Tameka Cottle, Kevin Briggs                         | – |
| 15.–19. Woche 5 Wochen (insgesamt 19) | 19                                     | Luis Fonsi feat. Daddy Yankee          | Despacito Luis Rodríguez, Erika Ender, Ramón Ayala                                                                    | – |
| 20. Woche 1 Woche | 1                                      | Salvador Sobral                        | Amar pelos dois Luísa Sobral                                                                                          | Zum ersten Mal gewann Portugal mit diesem Jazz-Titel den Eurovision Song Contest. Nach dem Finale erreichte das Lied Platz 1, nachdem es bei der Veröffentlichung im März nur Platz 38 eingenommen hatte. |
| 21.–33. Woche 13 Wochen (insgesamt 19) | 19                                     | Luis Fonsi feat. Daddy Yankee          | Despacito Luis Rodríguez, Erika Ender, Ramón Ayala                                                                    | – |
| 34. Woche 1 Woche (insgesamt 5) | 5                                      | J Balvin & Willy William               | Mi gente José Osorio, Willy William, Adam Ashadally, Andrés David Restrepo, Mohombi Nzasi Moupondo                    | – |
| 35. Woche 1 Woche | 1                                      | Maluma                                 | Felices los 4 Juan Luis Londoño, Servando Primera, Mario Cáceres, Miky La Sensa                                       | – |
| 36.–38. Woche 3 Wochen (insgesamt 5) | 5                                      | J Balvin & Willy William               | Mi gente José Osorio, Willy William, Adam Ashadally, Andrés David Restrepo, Mohombi Nzasi Moupondo                    | – |
| 39. Woche 1 Woche (insgesamt 15) | 15                                     | Post Malone feat. 21 Savage            | Rockstar Austin Post, Shayaa Abraham-Joseph, Louis Bell, Olufunmibi Awoshiley                                         | – |
| 40. Woche 1 Woche (insgesamt 5) | 5                                      | J Balvin & Willy William               | Mi gente José Osorio, Willy William, Adam Ashadally, Andrés David Restrepo, Mohombi Nzasi Moupondo                    | – |
| 41. Woche 2017 – 2. Woche 2018 14 Wochen (insgesamt 15) | 15                                     | Post Malone feat. 21 Savage            | Rockstar Austin Post, Shayaa Abraham-Joseph, Louis Bell, Olufunmibi Awoshiley                                         | – |

## Alben
| ← 2016 ← | Liste der Nummer-eins-Hits in Portugal | Liste der Nummer-eins-Hits in Portugal | Liste der Nummer-eins-Hits in Portugal              | 2018 →                    |
| \| Zeitraum \| Wo. ges. \| Interpret \| Titel \| Zusätzliche Informationen \| \| (Zeitraum, Wochen auf Platz eins, Interpret, Titel, zusätzliche Informationen) \| \| \| \| \| \| ------------------------------------------------------------------------------ \| -------- \| ----------------------- \| --------------------------------------------------- \| ------------------------- \| \| 1. Woche 1 Woche \| 1 \| Ana Moura \| Moura \| – \| \| 2. Woche 1 Woche (insgesamt 2) \| 2 \| Carminho \| Carminho Canta Tom Jobim \| – \| \| 3.–5. Woche 3 Wochen \| 3 \| The xx \| I See You \| – \| \| 6. Woche 1 Woche (insgesamt 2) \| 2 \| Carminho \| Carminho Canta Tom Jobim \| – \| \| 7. Woche 1 Woche (insgesamt 6) \| 6 \| Tony Carreira \| Sempre Mais \| – \| \| 8. Woche 1 Woche \| 1 \| David Fonseca \| Bowie 70 \| – \| \| 9. Woche 1 Woche (insgesamt 6) \| 6 \| Tony Carreira \| Sempre Mais \| – \| \| 10. Woche 1 Woche (insgesamt 3) \| 3 \| Ed Sheeran \| ÷ \| – \| \| 11. Woche 1 Woche (insgesamt 6) \| 6 \| Tony Carreira \| Sempre Mais \| – \| \| 12. Woche 1 Woche \| 1 \| Depeche Mode \| Spirit \| – \| \| 13. Woche 1 Woche \| 1 \| Paulo Gonzo \| Diz-me \| – \| \| 14. Woche 1 Woche \| 1 \| Diogo Piçarra \| do=s \| – \| \| 15. Woche 1 Woche (insgesamt 3) \| 3 \| The Gift \| Altar \| – \| \| 16. Woche 1 Woche (insgesamt 6) \| 6 \| Tony Carreira \| Sempre Mais \| – \| \| 17.–18. Woche 2 Wochen (insgesamt 3) \| 3 \| The Gift \| Altar \| – \| \| 19. Woche 1 Woche \| 1 \| Diana Krall \| Turn Up the Quiet \| – \| \| 20.–26. Woche 7 Wochen (insgesamt 8) \| 8 \| Salvador Sobral \| Excuse Me \| – \| \| 27. Woche 1 Woche \| 1 \| Os Quatro e Meia \| Pontos Nos Is \| – \| \| 28. Woche 1 Woche \| 1 \| Paulo de Carvalho \| Duetos \| – \| \| 29. Woche 1 Woche (insgesamt 8) \| 8 \| Salvador Sobral \| Excuse Me \| – \| \| 30. Woche 1 Woche \| 1 \| Lana Del Rey \| Lust for Life \| – \| \| 31. Woche 1 Woche \| 1 \| Arcade Fire \| Everything Now \| – \| \| 32.–33. Woche 2 Wochen (insgesamt 6) \| 6 \| Tony Carreira \| Sempre Mais \| – \| \| 34. Woche 1 Woche \| 1 \| Ana Moura \| Moura \| – \| \| 35. Woche 1 Woche \| 1 \| Queens of the Stone Age \| Villains \| – \| \| 36. Woche 1 Woche \| 1 \| LCD Soundsystem \| American Dream \| – \| \| 37. Woche 1 Woche \| 1 \| The National \| Sleep Well Beast \| – \| \| 38.–39. Woche 2 Wochen \| 2 \| Orelha Negra \| Orelha Negra \| – \| \| 40. Woche 1 Woche \| 1 \| Tiago Bettencourt \| A Procura \| – \| \| 41.–43. Woche 3 Wochen \| 3 \| Camané \| Camané canta Marceneiro \| – \| \| 44. Woche 1 Woche \| 1 \| Anjos \| Longe \| – \| \| 45. Woche 1 Woche (insgesamt 2) \| 2 \| Maria Vasconcelos \| As canções da Maria – Especial história de Portugal \| – \| \| 46. Woche 1 Woche \| 1 \| Taylor Swift \| Reputation \| – \| \| 47. Woche 1 Woche (insgesamt 2) \| 2 \| Maria Vasconcelos \| As canções da Maria – Especial história de Portugal \| – \| \| 48. Woche 1 Woche (insgesamt 11) \| 11 \| Raquel Tavares \| Roberto Carlos por Raquel Tavares \| – \| \| 49. Woche 1 Woche \| 1 \| U2 \| Songs of Experience \| – \| \| 50. Woche 2017 – 2. Woche 2018 5 Wochen (insgesamt 11) \| 11 \| Raquel Tavares \| Roberto Carlos por Raquel Tavares \| – \| |                                        |                                        |                                                     |                           |
| ← 2016 |                                        |                                        |                                                     | → 2018 →                  |
| Zeitraum | Wo. ges.                               | Interpret                              | Titel                                               | Zusätzliche Informationen |
| (Zeitraum, Wochen auf Platz eins, Interpret, Titel, zusätzliche Informationen) |                                        |                                        |                                                     |                           |
| 1. Woche 1 Woche | 1                                      | Ana Moura                              | Moura                                               | –                         |
| 2. Woche 1 Woche (insgesamt 2) | 2                                      | Carminho                               | Carminho Canta Tom Jobim                            | –                         |
| 3.–5. Woche 3 Wochen | 3                                      | The xx                                 | I See You                                           | –                         |
| 6. Woche 1 Woche (insgesamt 2) | 2                                      | Carminho                               | Carminho Canta Tom Jobim                            | –                         |
| 7. Woche 1 Woche (insgesamt 6) | 6                                      | Tony Carreira                          | Sempre Mais                                         | –                         |
| 8. Woche 1 Woche | 1                                      | David Fonseca                          | Bowie 70                                            | –                         |
| 9. Woche 1 Woche (insgesamt 6) | 6                                      | Tony Carreira                          | Sempre Mais                                         | –                         |
| 10. Woche 1 Woche (insgesamt 3) | 3                                      | Ed Sheeran                             | ÷                                                   | –                         |
| 11. Woche 1 Woche (insgesamt 6) | 6                                      | Tony Carreira                          | Sempre Mais                                         | –                         |
| 12. Woche 1 Woche | 1                                      | Depeche Mode                           | Spirit                                              | –                         |
| 13. Woche 1 Woche | 1                                      | Paulo Gonzo                            | Diz-me                                              | –                         |
| 14. Woche 1 Woche | 1                                      | Diogo Piçarra                          | do=s                                                | –                         |
| 15. Woche 1 Woche (insgesamt 3) | 3                                      | The Gift                               | Altar                                               | –                         |
| 16. Woche 1 Woche (insgesamt 6) | 6                                      | Tony Carreira                          | Sempre Mais                                         | –                         |
| 17.–18. Woche 2 Wochen (insgesamt 3) | 3                                      | The Gift                               | Altar                                               | –                         |
| 19. Woche 1 Woche | 1                                      | Diana Krall                            | Turn Up the Quiet                                   | –                         |
| 20.–26. Woche 7 Wochen (insgesamt 8) | 8                                      | Salvador Sobral                        | Excuse Me                                           | –                         |
| 27. Woche 1 Woche | 1                                      | Os Quatro e Meia                       | Pontos Nos Is                                       | –                         |
| 28. Woche 1 Woche | 1                                      | Paulo de Carvalho                      | Duetos                                              | –                         |
| 29. Woche 1 Woche (insgesamt 8) | 8                                      | Salvador Sobral                        | Excuse Me                                           | –                         |
| 30. Woche 1 Woche | 1                                      | Lana Del Rey                           | Lust for Life                                       | –                         |
| 31. Woche 1 Woche | 1                                      | Arcade Fire                            | Everything Now                                      | –                         |
| 32.–33. Woche 2 Wochen (insgesamt 6) | 6                                      | Tony Carreira                          | Sempre Mais                                         | –                         |
| 34. Woche 1 Woche | 1                                      | Ana Moura                              | Moura                                               | –                         |
| 35. Woche 1 Woche | 1                                      | Queens of the Stone Age                | Villains                                            | –                         |
| 36. Woche 1 Woche | 1                                      | LCD Soundsystem                        | American Dream                                      | –                         |
| 37. Woche 1 Woche | 1                                      | The National                           | Sleep Well Beast                                    | –                         |
| 38.–39. Woche 2 Wochen | 2                                      | Orelha Negra                           | Orelha Negra                                        | –                         |
| 40. Woche 1 Woche | 1                                      | Tiago Bettencourt                      | A Procura                                           | –                         |
| 41.–43. Woche 3 Wochen | 3                                      | Camané                                 | Camané canta Marceneiro                             | –                         |
| 44. Woche 1 Woche | 1                                      | Anjos                                  | Longe                                               | –                         |
| 45. Woche 1 Woche (insgesamt 2) | 2                                      | Maria Vasconcelos                      | As canções da Maria – Especial história de Portugal | –                         |
| 46. Woche 1 Woche | 1                                      | Taylor Swift                           | Reputation                                          | –                         |
| 47. Woche 1 Woche (insgesamt 2) | 2                                      | Maria Vasconcelos                      | As canções da Maria – Especial história de Portugal | –                         |
| 48. Woche 1 Woche (insgesamt 11) | 11                                     | Raquel Tavares                         | Roberto Carlos por Raquel Tavares                   | –                         |
| 49. Woche 1 Woche | 1                                      | U2                                     | Songs of Experience                                 | –                         |
| 50. Woche 2017 – 2. Woche 2018 5 Wochen (insgesamt 11) | 11                                     | Raquel Tavares                         | Roberto Carlos por Raquel Tavares                   | –                         |